# Lilleborg

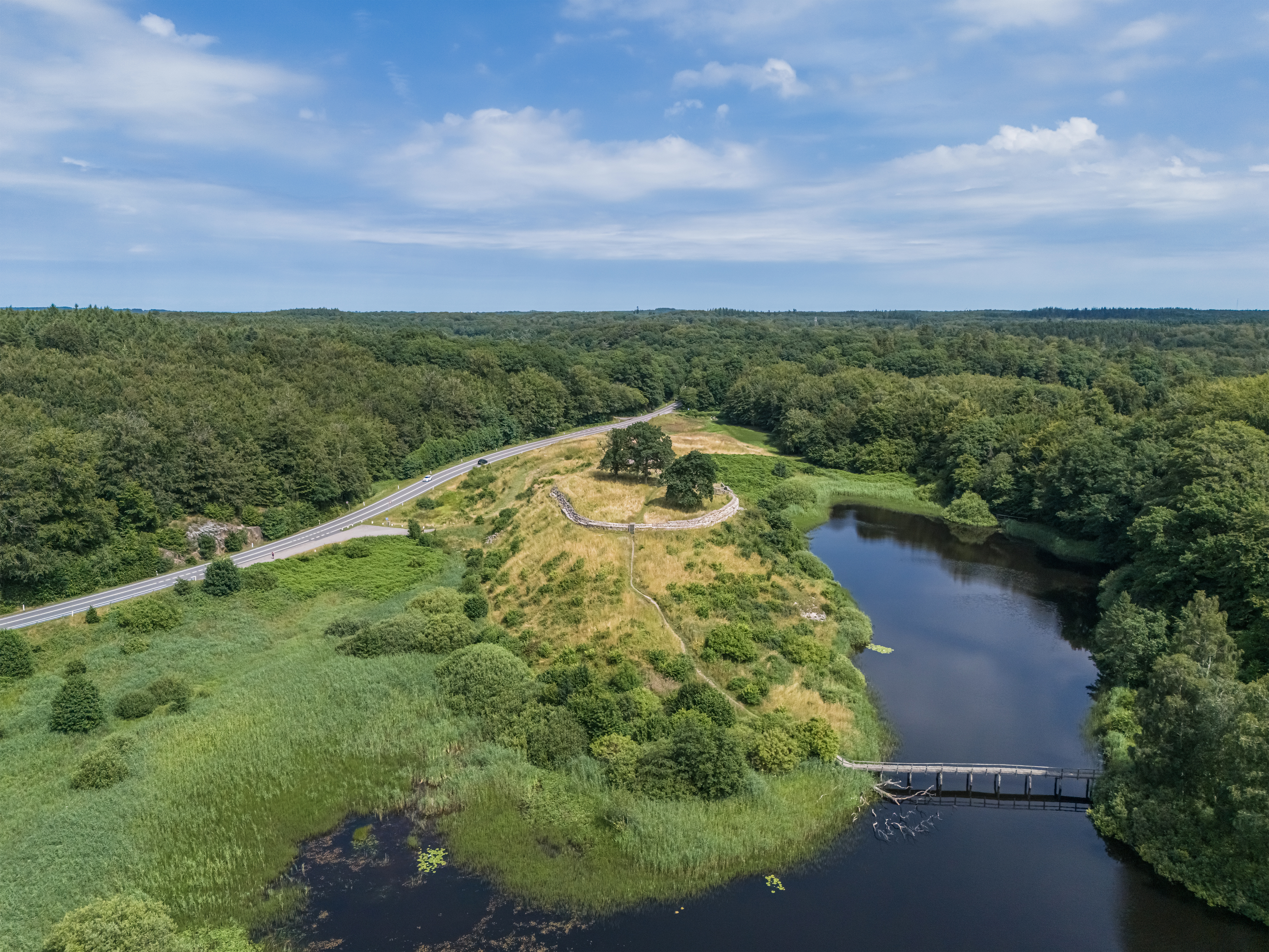
Lilleborg op Bornholm

Lille Borg (Deens: "klein kasteeltje") is een ruïne van een kasteel uit de twaalfde eeuw op het Deense eiland Bornholm en ligt in het midden van Almindingen.

## Geschiedenis
Er is maar weinig bekend over de opbouw van het kasteel. Het wordt aangenomen dat het onder koning Knud de zesde in 1190 gebouwd is. Het kasteel werd daarmee het koninklijke equivalent van het kasteel Hammershus van de aartsbisschop van Lund.
Lilleborg werd gebouwd op een 16-meter hoge klippe, en was destijds door het Borresømeer volledig omringd. Het was echter in grootte niet te vergelijken met Hammershus, maar desalniettemin was het toch een sterke vesting. Via een brug over het meer was er een verbinding naar de zuidoostelijke zijde het rotseiland. Van daaruit liep een weg naar het rotsplateau. Hier moest men een diepe gracht oversteken en via de smalle doorgang de voorste buitenmuur passeren, en een hoektoren van 9,5 × 9,5 meter bewaakte de doorgang naar de binnenplaats. Een 76 meter lange ringmuur volgde de randen van het ovale plateau en haar muren waren 2,4 meter dik. Daar er geen waterbron aanwezig was, werden er muren aangelegd, met traptreden zodat men onder beschutting water kon halen. Er waren twee gebouwen waarvan één ervan waarschijnlijk een smederij was.
In 1259 werd het kasteel door prins Jaromar van Rügen en de broer van de aartsbisschop bestormd en door brand verwoest, waarmee Bornholm wederom onder het Bisdom van Lund kwam te staan.
Tijdens een archeologisch onderzoek in de 20e eeuw, zijn resten van verbrand hout gevonden wat getuigt van gewelddadige ondergang van het kasteel Lilleborg.
Christiansø Fort · Dueodde Fyr · Gamleborg · Hammeren Fyr · Hammerodde Fyr · Hammershus · Kastellet · Kongemindet · Lilleborg · Rønne Fyr · Salomons Kapel · Svaneke Fyr
- Virtual International Authority File: 2825149198214874940000